# 慈母與導師

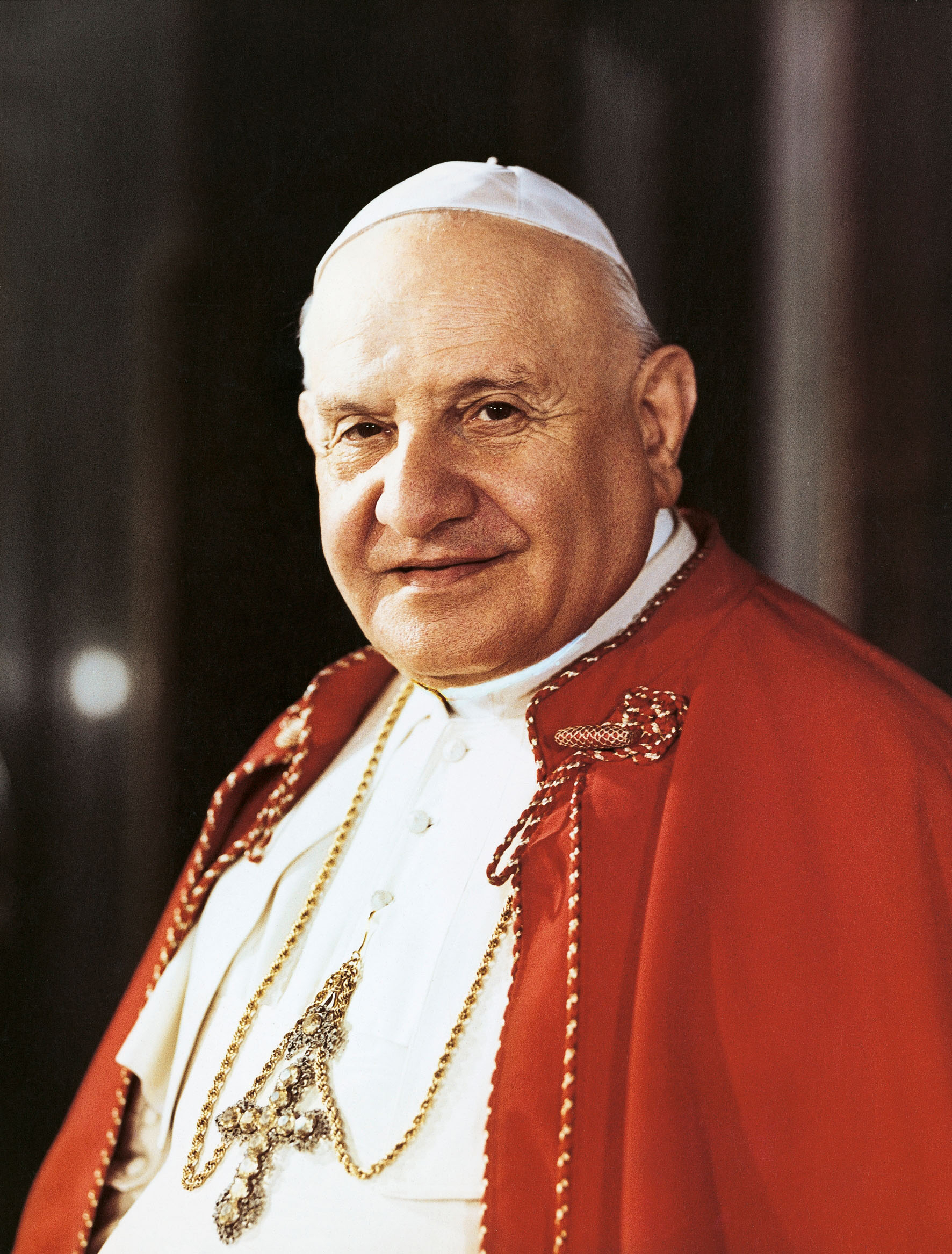
教宗若望二十三世

《慈母與導師》（拉丁語：Mater et magistra）是教宗若望二十三世於1961年5月15日發出的教宗通諭。這是若望二十三世任內第5道通諭，內容探討「基督教和社會進程」。

## 內容
這道教宗通諭連同引言有5部分共264段。

## 資料來源
1. 1 2  Ioannis PP. XXIII. . The Holy See. 1961-05-15  [2017-06-21]. （原始内容存档于2017-08-26） （拉丁语）.